# Municipio de Washington (condado de Douglas, Dakota del Sur)
El municipio de Washington (en inglés: Washington Township) es un municipio ubicado en el condado de Douglas en el estado estadounidense de Dakota del Sur. En el año 2010 tenía una población de 131 habitantes y una densidad poblacional de 1,74 personas por km².

## Geografía
El municipio de Washington se encuentra ubicado en las coordenadas 43°27′35″N 98°10′4″O / 43.45972, -98.16778. Según la Oficina del Censo de los Estados Unidos, el municipio tiene una superficie total de 75.46 km², de la cual 75,43 km² corresponden a tierra firme y (0,04 %) 0,03 km² es agua.

## Demografía
Según el censo de 2010, había 131 personas residiendo en el municipio de Washington. La densidad de población era de 1,74 hab./km². De los 131 habitantes, el municipio de Washington estaba compuesto por el 100 % blancos. Del total de la población el 0 % eran hispanos o latinos de cualquier raza.